# Никола-Корень
Никола-Корень — село в Усть-Кубинском районе Вологодской области.
Входит в состав Устьянского сельского поселения, с точки зрения административно-территориального деления — в Устьянский сельсовет.
Расстояние до районного центра Устья по автодороге — 9,5 км. Ближайшие населённые пункты — Шилово, Гоманиха, Вельцево.
По переписи 2002 года население — 139 человек (71 мужчина, 68 женщин). Всё население — русские.